# Oratorio del Crocifisso dai Vecchietti
L'oratorio del Crocifisso dai Vecchietti, o del Santissimo Crocifisso dei Rinaldi, è stato un edificio religioso del centro storico di Firenze, sitato in via de' Vecchietti angolo vicolo dei Rinaldi, accanto all'ancora esistente palazzo dei Vecchietti. Venne distrutto verso il 1890 all'epoca del "Risanamento" del Mercato Vecchio.

## Storia e descrizione
Un affresco della Crocifissione, forse trecentesco (il Richa lo attribuiva a Jacopo del Casentino), si trovava sul palazzo della famiglia Rinaldi e, alla fine del XVI secolo, per la crescente devozione popolare attorno all'affresco fu costruito un piccolo oratorio, chiudendo  il vicolo stesso.

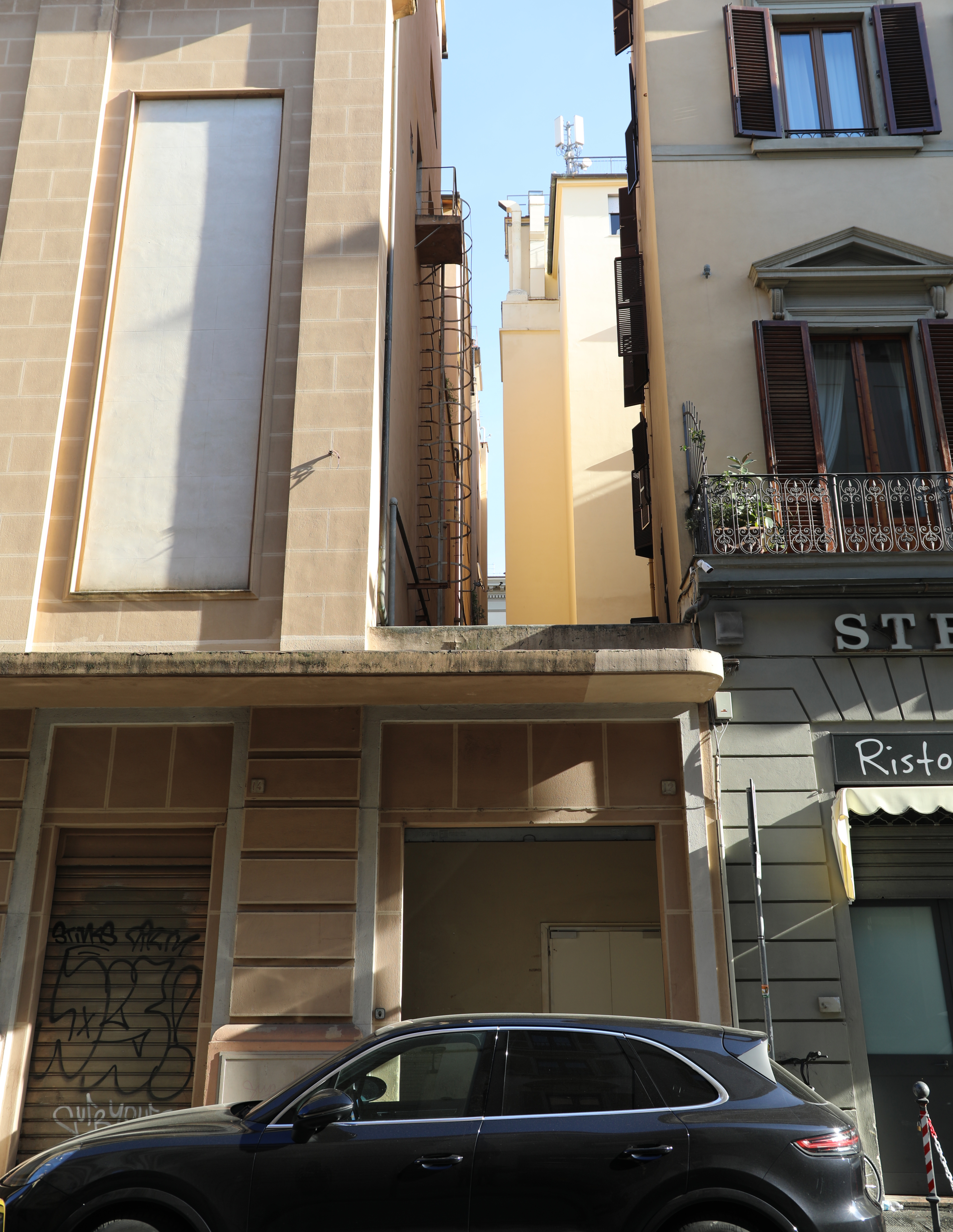
Traccia di un passaggio interno lungo via Vecchietti, che dovrebbe ricalcare l'antico vicolo dei Rinaldi, all'imbocco del quale si trovava l'oratorio del Crocifisso

La prima menzione certa risale comunque al 27 ottobre 1607, quando messer Giulio Rinaldi, morendo, lasciò 46 scudi al priore di San Leo per dire messe nell'oratorio.  Ancora nel 1647 l'oratorio subì delle trasformazioni grazie dei "benefattori e devoti del Crocifisso". 
La vicinanza col palazzo Vecchietti fruttò poi il nuovo appellativo: oltre al palazzo oggi conosciuto come tale (pure trasformato nel Risanamento), la famiglia possedeva altri edifici nella zona, e l'attuale via de' Vecchietti, in quel tratto si chiamava appunto via "tra i Vecchietti", proprio dove si affacciava l'oratorio. 
Soppresso probabilmente all'epoca di Pietro Leopoldo, ne esiste una fotografia che mostra come nell'Ottocento esso fosse un semplice edificio basso con due croci a rilievo ai lati del portalino e un cristogramma sopra di esso. Più in alto, sulla parete del palazzo Rinaldi, si trovava uno stemma di quella famiglia che dopo le demozioni venne conservato nel cortile di palazzo Vecchietti.
Come la quasi totalità di edifici della zona, l'oratorio fu distrutto col Risanamento e al suo posto sorsero grandi edifici moderni, in particolare dovrebbe oggi corrispondere al basso fabbricato sul retro dell'ex-Gambrinus, che lascia ancora intravedere, tra le cubature degli edifici circostanti, l'esistenza dell'antico vicolo.